# Prairieville (Louisiana)
Prairieville ist eine Siedlung auf gemeindefreiem Gebiet im Ascension Parish im US-amerikanischen Bundesstaat Louisiana. Zu statistischen Zwecken ist der Ort zu einem Census-designated place (CDP) zusammengefasst worden. Im Jahr 2020 hatte Prairieville 33.197 Einwohner.
Prairieville ist Bestandteil der Metropolregion um die Stadt Baton Rouge.

## Geografie
Prairieville liegt im mittleren Südosten Louisianas, im südöstlichen Vorortbereich von Baton Rouge und unweit des linken Mississippiufers. Die geografischen Koordinaten von Prairieville sind 30°18′11″ nördlicher Breite und 90°58′19″ westlicher Länge. Der Ort erstreckt sich über eine Fläche von 57,2 km².
Benachbarte Orte von Prairieville sind French Settlement (24,3 km östlich), Gonzales (9,3 km südöstlich), Burnside (21,2 km südlich), Geismar (10,6 km südsüdwestlich), Saint Gabriel (17,1 km westsüdwestlich) und Shenandoah (13,7 km nordnordwestlich).
Die nächstgelegenen größeren Städte sind Louisianas Hauptstadt Baton Rouge (26,2 km nordwestlich) und Louisianas größte Stadt New Orleans (101 km ostsüdöstlich).

## Verkehr
Die Interstate 10 verläuft durch in Nordwest-Südöstlicher Richtung durch Prairieville. Parallel dazu verläuft wenige hundert Meter der auf diesem Abschnitt als Airline Highway bezeichnete U.S. Highway 61. Beide Straßen verbinden Baton Rouge mit New Orleans. Weiterhin treffen in Prairieville die Louisiana Highways 42, 44 und 73 zusammen. Alle weiteren Straßen sind untergeordnete Landstraßen, teils unbefestigte Fahrwege und innerörtliche Verbindungsstraßen.
Neben dem US 61 verläuft für den Frachtverkehr eine Eisenbahnlinie der Kansas City Southern.
Mit dem Louisiana Regional Airport befindet sich 19,3 km südsüdöstlich ein kleiner Flugplatz. Die nächsten Großflughäfen sind der Baton Rouge Metropolitan Airport (34,2 km nordwestlich) und der größere Louis Armstrong New Orleans International Airport (90,7 km ostsüdöstlich).

## Bevölkerung
Nach der Volkszählung im Jahr 2010 lebten in Prairieville 26.895 Menschen in 9149 Haushalten. Die Bevölkerungsdichte betrug 470,2 Einwohner pro Quadratkilometer. In den 9149 Haushalten lebten statistisch je 2,94 Personen.
Ethnisch betrachtet setzte sich die Bevölkerung zusammen aus 82,4 Prozent Weißen, 12,3 Prozent Afroamerikanern, 0,3 Prozent amerikanischen Ureinwohnern, 1,8 Prozent Asiaten, 0,1 Prozent Polynesiern sowie 1,7 Prozent aus anderen ethnischen Gruppen; 1,3 Prozent stammten von zwei oder mehr Ethnien ab. Unabhängig von der ethnischen Zugehörigkeit waren 5,0 Prozent der Bevölkerung spanischer oder lateinamerikanischer Abstammung.
30,8 Prozent der Bevölkerung waren unter 18 Jahre alt, 62,2 Prozent waren zwischen 18 und 64 und 7,0 Prozent waren 65 Jahre oder älter. 50,2 Prozent der Bevölkerung war weiblich.

Das mittlere jährliche Einkommen eines Haushalts lag bei 83.845 USD. Das Pro-Kopf-Einkommen betrug 33.066 USD. 5,8 Prozent der Einwohner lebten unterhalb der Armutsgrenze.

## Persönlichkeiten
- Justin Reid (* 1997), American-Football-Spieler